# 扎瓦利夫
49°12′23″N 25°1′41″E / 49.20639°N 25.02806°E
扎瓦利夫（烏克蘭語：Завалів），是烏克蘭的村落，位於該國西部捷爾諾波爾州，由捷尔诺波尔区負責管轄，始建於1395年，面積10平方公里，海拔高度370米，2001年人口472，人口密度每平方公里47.2人。